# Camila Rajchman
Camila Rajchman Goldfarb (pronunciado /ráyjman/; Montevideo, 26 de noviembre de 1994) es una presentadora de televisión y cantante uruguaya, conocida por ser vocalista de la banda de cumbia pop Rombai, entre 2014 y 2016.

## Biografía
Nacida en Montevideo, en 1994, es la hija de José Rajchman y su esposa Gabriela Goldfarb. Proviene de una familia judía; es nieta de Chil Rajchman, un sobreviviente del Holocausto, que se radicó en Uruguay tras finalizar la Segunda Guerra Mundial. Cursó sus estudios en el Colegio Woodlands School y el Liceo Integral de Montevideo, y cursó la carrera de comunicación en la Universidad ORT de Uruguay.
A finales de 2014 saltó a la fama como vocalista, junto a Fer Vázquez, de la banda de cumbia pop Rombai. En un inicio se trataba de un grupo de compañeros de la universidad, que se habían unido para grabar una canción, pero que tras publicar su primer sencillo «Locuras contigo» y lograra millones de reproducciones en YouTube, convirtiéndose en la canción del verano, decidieron formar un grupo musical, realizando presentaciones a lo largo de América Latina. En diciembre de 2015, la banda se presentó, junto a Márama en el programa Showmatch.
En marzo de 2016 anunció oficialmente su retirada de Rombai. El 29 de abril se presentó por última vez con el grupo en el Luna Park de Buenos Aires, y en junio se estrenó la película documental Marama - Rombai - El viaje. Ese año, a su vez, se desempeñó como panelista del reality show argentino Gran hermano.
En 2017 reemplazó durante los meses de verano, a Andy Vila como panelista del magacín matutino Desayunos informales, emitido en Teledoce. Después de unos meses comenzó a desempeñarse como la encargada de los móviles del programa. Al año siguiente, fue la copresentadora del programa de Teledoce, Súbete a mi moto, en su edición de verano.
En agosto de 2018, lanzó «Actitud», primer sencillo de su nuevo grupo musical Blonda, estando acompañada por los cantantes Facundo Garello y Tomás Mandel. Algunos músicos y productores son ex-músicos de Rombai. A principios de diciembre, estrenaron su segundo sencillo llamado «Re-llename a besos».
En 2021 fue la host digital del reality show culinario Fuego sagrado. Desde mayo de 2022 forma parte del equipo de ¿Quién es la máscara? como presentadora del backstage; y en julio debutó en la conducción televisiva, presentando junto a Jorge Echagüe, El último pasajero, versión uruguaya del formato argentino del mismo nombre. Asimismo, el día 15 de ese mes dejó los móviles de Desayunos informales.
En noviembre de 2022 comenzó la conducción del programa de streaming Weno que pasó por Aweno TV.A mediados de noviembre de 2023, Rajchman anunció el lanzamiento de un nuevo sencillo junto a Fer Vázquez y Rombai.Finalmente el 22 de noviembre se lanzó «Cumbia Cheta». El 3 de enero de 2024 lanzaron el sencillo «Hasta el Amanecer».

## Filmografía

### Cine
| Año  | Título                     | Rol        | Dirección      |
| ---- | -------------------------- | ---------- | -------------- |
| 2016 | Marama - Rombai - El viaje | Ella misma | Federico Lemos |

### Televisión
| Año       | Título                       | Canal      | Rol                        |
| --------- | ---------------------------- | ---------- | -------------------------- |
| 2016      | Gran Hermano 2016: El Debate | América TV | Panelista                  |
| 2017      | Desayunos informales         | Teledoce   | Panelista de reemplazo     |
| 2017-2022 | Desayunos informales         | Teledoce   | Movilera                   |
| 2018      | Súbete a mi moto             | Teledoce   | Copresentadora             |
| 2021      | Fuego Sagrado                | Teledoce   | Host digital               |
| 2022      | El último pasajero           | Teledoce   | Copresentadora             |
| 2022      | ¿Quién es la máscara?        | Teledoce   | Presentadora del backstage |
| 2023      | ¿Quién es la máscara?        | Teledoce   | Participante invitada      |

## Discografía

### Con Rombai
- 2014: «Locuras contigo»
- 2015: «Yo también»
- 2015: «Curiosidad»
- 2015: «Noche loca» (con Márama)
- 2015: «Adiós»
- 2015: «Segundas intenciones»
- 2015: «Yo te propongo»
- 2023: «Cumbia Cheta»
- 2024: «Hasta el Amanecer»

### Solista
- 2016: «Modo Avión» con Umami Music Band

### Con Blonda
- 2018: «Actitud»
- 2018: «Re-llename a besos»

## Vida personal
Entre 2014 y 2017 mantuvo una relación con el empresario Rony Kolberg.
En 2019 comenzó una relación con el empresario Agustín Merlí. En octubre de 2022, después de una serie de rumores, Rajchman anunció la separación de la pareja. Entre julio de 2023 y abril de 2025, mantuvo una relación con el piloto automovilístico Santiago Urrutia. Durante ese período, la pareja celebró las festividades correspondientes a las religiones de cada uno, como el Yom Kipur y la Navidad.

## Premios y nominaciones
| Año  | Premiación   | Categoría            | Trabajo nominado     | Resultado |
| ---- | ------------ | -------------------- | -------------------- | --------- |
| 2018 | Premios Iris | Revelación           | Desayunos informales | Nominada  |
| 2018 | Premios Iris | Comunicador en redes | Ella misma           | Ganadora  |